# Jacquelin de La Porte des Vaux
Jacquelin de la Porte des Vaux est un officier de la marine nationale, l'un des premiers à rejoindre la France libre début juillet 1940.
Jacquelin de la Porte des Vaux est né le 6 janvier 1910 et mort le 30 juin 1949.
Il entre à l'École navale en 1929. En poste à Toulon, il se lie d'amitié avec Georges Bernanos. 
En 1940 lors de l'évacuation de Dunkerque son navire, le Jaguar est coulé. Il est secouru par la marine britannique. Passant pour mort, il est fait Chevalier de la Légion d'honneur à titre posthume.
Il est nommé Lieutenant de vaisseau en septembre 1940 et prend le commandemenat de l'aviso Commandant Dominé et prend part au raid sur Dakar.
Indiscipliné, il est relevé de ses fonctions à plusieurs reprises lors de la guerre. 
En 1943, alors affecté à l'état-major des Forces navales françaises libres, il se lie d'amitié avec Joseph Kessel, Maurice Druon, Romain Gary et Raymond Aron.
Il meurt le 29 juin 1949 à l'hôpital militaire parisien du Val de Grâce, des suites des blessures reçues au combat.